# Vertrouwen (schip, 1903)
De VERTROUWEN is een Hollandse tjalk die onder de naam DE EENIGE ZOON werd gebouwd op de werf van de gebroeders Van Zutphen te Wilnis voor de heer Sinterniklaas uit Vinkeveen en in 1903 opgeleverd. Gebouwd voor het vervoer van zand en grint, nog zichtbaar aan de zandluikjes in de dennenboom.

## Geschiedenis
Men zegt dat dit het eerste ijzeren schip was van deze werf en dat het bij de tewaterlating flink lekte, waardoor veel klinkwerk opnieuw gedaan moest worden. 
Uit de liggers van de Scheepsmetingsdienst is niet meer te achterhalen in welk jaar de naam van het schip VERTROUWEN werd, wel dat het in 1928 in opdracht van de heer Hoogenhout uit Abcoude werd hermeten. Volgens de geschiedenis, als beschreven bij de Erfgoedmanifestatie 2016 zou het in dat jaar voorzien zijn van een 22pk-Kromhoutgloeikopmotor en tegelijk zijn verlengd door dezelfde werf (inmiddels gevestigd in Vreeswijk en genaamd ‘de Klip’).
Geurt Fransicus van Dijk, Pieterszn., van beroep schipper te Vreeswijk, kocht het schip in 1939 en vaarde ermee tot in 1950. Het is bekend dat het schip daarna werd verkocht aan iemand uit Krimpen, vervolgens uit Capelle aan den IJssel, toen de naam WILLY kreeg en in die tijd nog steeds zand en grint beugelde.
Uit de metingen blijkt ook weer niet wanneer de den fors werd verhoogd en er later ook een Listermotor óver de fundering van oude Kromhoutmotor heen werd gebouwd.
Eind jaren 70 werd het schip gekocht door twee eigenaren, die het schip restaureerden en weer zoveel mogelijk in originele staat terugbrachten. Daarbij werd de verlenging weer verwijderd en een totaal gereviseerde Kromhoutgloeikopmotor teruggeplaatst. De thuishaven werd toen Amsterdam. Maar na verkoop aan een kunstenaar en daarna weer door weinig onderhoud door Amsterdamse studenten ging de tjalk opnieuw hard achteruit.
In 2003 werd het schip gekocht door een nieuwe eigenaar, die ermee op 25 augustus in Zierikzee arriveerde. Daar knapte hij het op met nieuwe zwaarden, een nieuw roer en een volledig nieuwe tuigage en schilderde het over. Om te kunnen blijven voldoen aan toekomstige snelheidsvereisten op de vaarwegen werd in 2011 een moderne 100pk-dieselmotor geplaatst.

## Liggers Scheepmetingsdienst[2]
| Meetnummer      | District en volgnr. | Meetdatum        | Meetplaats    | Lengte (m) | Breedte (m) | Inzinking (m) | Waterverplaatsing (ton) | Naam           | Eigenaar           | Domicilie         |
| --------------- | ------------------- | ---------------- | ------------- | ---------- | ----------- | ------------- | ----------------------- | -------------- | ------------------ | ----------------- |
| H521N           | 's-Gravenhage 521   | 13 juni 1903     | 's-Gravenhage | 19 m 60 cm | 3 m 68 cm   | –             | 57,409 ton              | DE EENIGE ZOON | F.A. Sinterniklaas | Vinkeveen         |
| Hermeting       |                     |                  |               | 23 m 06 cm | 3 m 70 cm   | –             | 69,876 ton              |                |                    |                   |
| Hermeting       |                     | 28 juli 1925     | Utrecht       |            |             |               |                         |                |                    |                   |
| Andere naam     |                     | -                |               |            |             |               |                         | VERTROUWEN     |                    |                   |
| Andere eigenaar |                     |                  |               |            |             |               |                         |                | H. Hoogenhout Czn. | Abcoude-Proostdij |
| A10139N         | Amsterdam 10139     | 14 maart 1939    | Vreeswijk     | 23 m 10 cm | 3 m 70 cm   | 1 m 41 cm     | 69,839 ton              | VERTROUWEN     | G.F. van Dijk      | Vreeswijk         |
| A13655N         | Amsterdam 13655     | 3 november 1948  | Vreeswijk     | 23 m 10 cm | 3 m 70 cm   | 1 m 51 cm     | 72,044 ton              | VERTROUWEN     | G.F. van Dijk      | Vreeswijk         |
| R26034N         | Rotterdam 26034     | 11 februari 1961 | -             | 23 m 10 cm | 3 m 68 cm   | 1 m 49 cm     | 68,566 ton              | NIEUWE ZORG    | -                  | -                 |